# İBDA-C

Logo der İBDA-C

Die İBDA-C (türkisch İslami Büyük Doğu Akıncılar Cephesi ‚Front der Vorkämpfer für den Islamischen Großen Osten‘) ist eine Anfang der 1980er Jahre gegründete türkische militant-islamistische Organisation. Sie kämpft für die Auflösung der laizistischen Grundordnung in der Türkei und die Errichtung eines sunnitischen Staates des „Islamischen Großen Ostens“ mit dem Zentrum Istanbul und der Scharia als Rechtssystem. Die Gruppe wird vom deutschen Verfassungsschutz als die militanteste islamistische Gruppe in der Türkei eingestuft und die EU führt die Organisation auf ihrer Liste der Terrororganisationen.

## Entstehung
Der Istanbuler Jurastudent Salih Mirzabeyoğlu  schloss sich der 1977 gegründeten Studentenorganisation Akıncılar Derneği („Vorkämpfer“) an, welche der Millî Selamet Partisi (MSP, „Nationale Heilspartei“) angehörte. Die MSP wurde von vielen Islamisten als zu passiv kritisiert und wahrscheinlich um das Jahr 1984 gründete Mirzabeyoğlu die İBDA-C als Alternative und blieb bis zu seiner Verhaftung durch die türkische Polizei 1998 ihr Führer. Dennoch ist die Organisation nicht streng hierarchisch aufgebaut, sondern eher zersplittert. Unabhängig voneinander agierende Untergruppen ergreifen Initiative und planen selbstständig Aktionen sowie Anschläge.

## Ideologie
Im Unterschied zu anderen islamistischen Organisationen vereinigt die İBDA-C Elemente der links- und rechtsextremistischen sowie islamistischen Ideologie. So kam es zu partieller Zusammenarbeit mit militanten linksextremistischen Gruppen wie der DHKP-C, Bündnisse mit der PKK und ihrer Nachfolgeorganisationen werden zumindest propagiert. Die Berufung auf den Islam dient als Rechtfertigung für den antiwestlichen Kampf. Die Gruppe wird außerdem als antijüdisch und antischiitisch eingestuft.
So folgt die Gruppe der Ideologie des Islamischen Großen Ostens nach dem Bild von Necip Fazıl Kısakürek, dem 1983 verstorbenen islamischen Schriftsteller und Publizisten. Sie kämpft gegen die seit dem Jahre 1923 bestehende und von Mustafa Kemal Atatürk gegründete türkische Republik mit ihrem Grundsatz der Weltlichkeit. Ihre Anhänger kommen sowohl aus islamistischen als auch aus türkisch-nationalen Kreisen.

## Aktivitäten
Bis Mitte der 1990er Jahre verübte die İBDA-C in den Großstädten der Westtürkei Attentate auf Einzelpersonen. Die dann folgende Serie von Brand- und Sprengstoffanschlägen ab der zweiten Hälfte der 1990er Jahre galten vorwiegend kritischen Intellektuellen und religiösen Minderheiten, selten jedoch Vertretern von Polizei und Armee oder westlichen Zielen. Es gab auch Anschläge auf Banken und staatliche Einrichtungen die mit der İBDA-C in Verbindung gebracht werden, deren Urheberschaft aber nicht vollständig geklärt ist. Die Aktivitäten beschränken sich dabei nicht auf die Türkei.
- Die Gruppe bekannte sich zu einem Bombenanschlag vom 30. Dezember 1994 auf ein Café in Istanbul, welches von vielen Intellektuellen besucht wurde. Der Filmkritiker Onat Kutlar und die Archäologin Yasemin Cebenoyan, die aus einer jüdischen Familie stammte, wurden getötet. In demselben Bekennerschreiben verkündete die IBDA-C außerdem, sie werde auch weiterhin jüdische Intellektuelle töten. Später wurden allerdings Anhänger der PKK für den Anschlag verurteilt.[8]
- Im September 1995 übernahm die Organisation die Verantwortung für ein Bombenattentat auf Mathild Manukyan, Besitzerin mehrerer Bordelle in Istanbul. Bei dem Attentat wurden ihr Fahrer, Necati Aktas, und ihr Leibwächter, Mehmet Urhan, getötet.[9]
- Im Jahre 1998 wurde Mirzabeyoglu von türkischen Sicherheitskräften festgenommen.
- Im Oktober 1999 wurde in Kassel ein wenige Stunden vorher aus Istanbul eingereister Geschäftsmann einer türkischen Firma von acht Aktivisten der İBDA-C entführt. Bevor dem Geschäftsmann am folgenden Tag die Flucht gelang, wurde ein hohes Lösegeld von der Firma gefordert.[1]
- Ende Januar 2000 verbarrikadierten sich 63 gefangene Mitglieder der Organisation im Gefängnis, um den Abtransport Mirzabeyoglus zu einem Gerichtstermin zu verhindern. Die Barrikaden wurden angezündet, später stürmten Soldaten das Gefängnis und konnten Stunden später wieder die Kontrolle über die Häftlinge erlangen. Daraufhin wurden die Gefangenen in andere Gefängnisse mit Zweierzellen verlegt.[10]
- Im April 2001 wurde Mirzabeyoglu knapp drei Jahre nach seiner Inhaftierung wegen des „Versuchs, die verfassungsmäßige Ordnung der Türkei mit Waffengewalt zu verändern“ von einem Gericht in Istanbul zum Tode verurteilt. Seine Todesstrafe wurde aber im Hinblick auf die angestrebte EU-Aufnahme des Landes in eine lebenslange Haftstrafe umgewandelt.[4] (Im Jahr 2006 wurde die Todesstrafe in der Türkei ganz abgeschafft.)
- Noch im gleichen Monat wurde in Düsseldorf ein Anschlag mit einer Splitterhandgranate auf das Gebäude des türkischen Generalkonsulats verübt. Berichten der türkischen Tageszeitung Star in Offenbach zufolge gab es einen Anrufer der sich als Mitglied der İBDA-C ausgab und sich im Namen der Organisation zu dem Anschlag bekannte. Die İBDA-C habe ein Zeichen setzen wollen, gegen die Verurteilung des Führers der Organisation. Außerdem wurden weitere Anschläge angekündigt.
- Im Dezember 2001 wurden sechs weitere führende Mitglieder der Gruppe von den türkischen Sicherheitskräften festgenommen.

Auch hatte sich die Organisation neben al-Qaida zu den Selbstmordattentaten vom 15. November 2003 auf zwei Synagogen in Istanbul bekannt, bei denen 22 Menschen ums Leben kamen und über 300 verletzt wurden, sowie zu den ebenfalls in Istanbul und nur fünf Tage später folgenden Anschlägen vom 20. November auf das britische Konsulat sowie eine Filiale der HSBC-Bank, bei denen mindestens 27 Menschen ums Leben kamen und über 450 verletzt wurden. Eine wirkliche Teilnahme der İBDA-C konnte durch Ermittlungen der türkischen Sicherheitsbehörden aber bei beiden Anschlägen nicht belegt werden. Es wurde angezweifelt, dass die Organisation die finanziellen und logistischen Möglichkeiten für solche Aktionen besitze.